# 巴东栎
巴东栎（学名：Quercus engleriana）为壳斗科栎属的植物。分布于印度以及中国大陆的贵州、广西、四川、陕西、河南、云南、湖北、江西、西藏、福建、湖南等地，生长于海拔700米至2,700米的地区，常生于山坡或山谷疏林中，目前尚未由人工引种栽培。

## 异名
- Quercus obscura Seem.